# Leurophyllum annulicorne
Leurophyllum annulicorne är en insektsart som först beskrevs av Walker, F. 1871.  Leurophyllum annulicorne ingår i släktet Leurophyllum och familjen vårtbitare. Inga underarter finns listade i Catalogue of Life.